# Centre Català de Santiago de Chile
El Centre Català de Santiago de Chile fue fundado en octubre de 1906 y desde hace más de cien años aglutina a catalanes, descendientes de catalanes y otros simpatizantes vinculados con la nación y cultura de Cataluña en un mismo lugar.
Se trata de una entidad social y cultural sin fines de lucro que, además de sus socios, es compuesta por ramas como la Agrupación de Empresarios de Ascendencia Catalana (AEAC), la Agrupación de Profesionales de Origen Catalán (APOC), el Orfeón Catalán (coro), Asistencia Social, la Juventud, la Peña Barcelonista de Santiago y el Restaurant Centre Català.
Se ofrecen al interior de este centro catalán distintas actividades, entre las cuales se encuentran coloquios, exposiciones, conciertos, clases de cultura y lengua, celebraciones tradicionales y reuniones en general.

## Historia
Los catalanes de Santiago de Chile, al comenzar el siglo XX, eran ya numerosos. Sus fábricas habían abierto ancha brecha en el trabajo manipulador del país. Sus almacenes y tiendas habían enriquecido a no pocos. Los obreros tampoco escaseaban. Varios intelectuales dedicados a la pluma o a las profesiones liberales se distinguían en la ciudad, honrando con su actuación técnica el nombre de Cataluña.
Fue entonces cuando de uno de los grupos catalanes que tenían, por diversos motivos, tratos más o menos estrechos, salió la idea de constituir un centro común, que, reuniendo a cuantos tenían el mismo origen y hablaban la misma lengua, los uniese en asociación que fuera núcleo de actividades en sentido patriótico y a la vez de distracción para los asociados. La idea cundió rápidamente. Y en la tarde del 21 de octubre de 1906 se reunían por vez primera los organizadores en los salones del diario El Mercurio, cuya propuesta fue acogida por los asistentes con gran entusiasmo.
En el acta de fundación se leen las siguientes palabras:

Considerando que la colonia catalana de Santiago es suficientemente numerosa, y contando con elementos caracterizados y de valía, se propone la creación de un centro catalán -que podría llamarse Centre Català- que tendrá por sólo objeto el reunir a todos los catalanes bajo un mismo techo, con el fin exclusivo de procurarnos instrucción y cultura, al mismo tiempo que la distracción moral que todo ser necesita, de forma que nos recuerde las nobles tradiciones de nuestra querida y añorada tierra. Permaneceremos alejados de la política, sin odios ni exclusivismos para nadie, respetando toda idea social o religiosa. En una palabra, queremos que el naciente CENTRE CATALÀ sea la casa familiar donde todos podamos cobijarnos.

Una comisión organizadora fue nombrada, que debía redactar los Estatutos. La compusieron:
Presidente: Francesc Bajas; Secretarios: Josep Costeis y Francesc Camplà; Tesorero: Josep Artigas; Vocales: Josep Castellà Granja, Emili Aymamí, Francesc Basas, Francesc Gomis, Josep Masgrau, Pere Manaut, Josep Bellver y Pere Picó Miró.
Se adhirieron, ya al principio, más de 200 socios, de entre los cuales se organizó el primer Directorio. Lo formaron:
Presidente: Josep Forteza, arquitecto; Vicepresidente: Francesc Castañer; Tesorero: Domènec Figueres; Bibliotecario: Francesc Gomis; Secretario: Carles Grau; Prosecretario: Pere Manaut; Vocales: Frederic Matas, Martí Alujas, Francesc Bajas, Josep Masgrau, Pere Picó Miró, Esteve Basas, y otros seis socios como vocales suplentes.